# Küstenseeschwalbe
Die Küstenseeschwalbe (Sterna paradisaea) ist eine Vogelart aus der Unterfamilie der Seeschwalben (Sterninae). Sie gilt als der Zugvogel mit der längsten Zugstrecke, da sie in der Nordpolarregion brütet und in den Südpolarregionen überwintert.

## Beschreibung
Die Küstenseeschwalbe erreicht eine Körpergröße zwischen 33 und 36 cm. Die Flügellänge beträgt 23,9 bis 29 cm und die Flügelspannweite 76 bis 85 cm. Das Gewicht variiert zwischen 86 und 127 Gramm. Nach  Svensson variiert die Länge zwischen 33 und 39 cm, die Flügelspannweite zwischen 66 und 77 cm.
Die Küstenseeschwalbe ähnelt stark der Flussseeschwalbe (St. hirundo). Ihr Gefieder ist weiß bis hellgrau gefärbt. Im Prachtkleid ist der Schnabel der Küstenseeschwalbe einheitlich dunkelrot gefärbt, ohne deutlichen schwarzen Spitzenabschnitt wie bei der Flussseeschwalbe. Die schwarze Kopfkappe reicht nur bei der Flussseeschwalbe bis weit in den Nacken, während sie bei der Küstenseeschwalbe kürzer ist. Im Schlichtkleid wird der Schnabel schwarz und der Oberkopf weiß. Die Küstenseeschwalbe hat im Vergleich zur Flussseeschwalbe kürzere Beine und längere Schwanzspieße. Aber auch mit Hilfe dieser Merkmale lassen sich beide Arten für Laien nur schwer unterscheiden.
Im Jugendkleid weisen Küstenseeschwalben noch keinen grauen Bauch auf, die Kappe reicht noch nicht bis auf die Stirn, und der Rücken ist teils noch etwas bräunlich oder streifig.
Ihr Ruf klingt in etwa wie kirrarr.

## Lebensraum
Die Küstenseeschwalbe bevorzugt als Stoßtaucher in der Regel klare und vegetationsarme Küstenabschnitte. Ähnlich wie die Flussseeschwalbe, mit der es in der Nutzung des Biotops einige Überschneidungen gibt, sucht die Küstenseeschwalbe die großen Flussmündungen und die weiträumigen Wattgebiete zwischen dem Festland und den Inseln auf. Für beide scheint die reiche Strukturierung des Watts, mit seinem verzweigten System von Prielen und  Baljen, Gräben, Buhnen und Gezeitentümpeln wichtig zu sein. Im Unterschied zur Flussseeschwalbe ist der Aktionsradius der Küstenseeschwalbe bei der Nahrungssuche jedoch wesentlich kleiner.

## Verbreitung

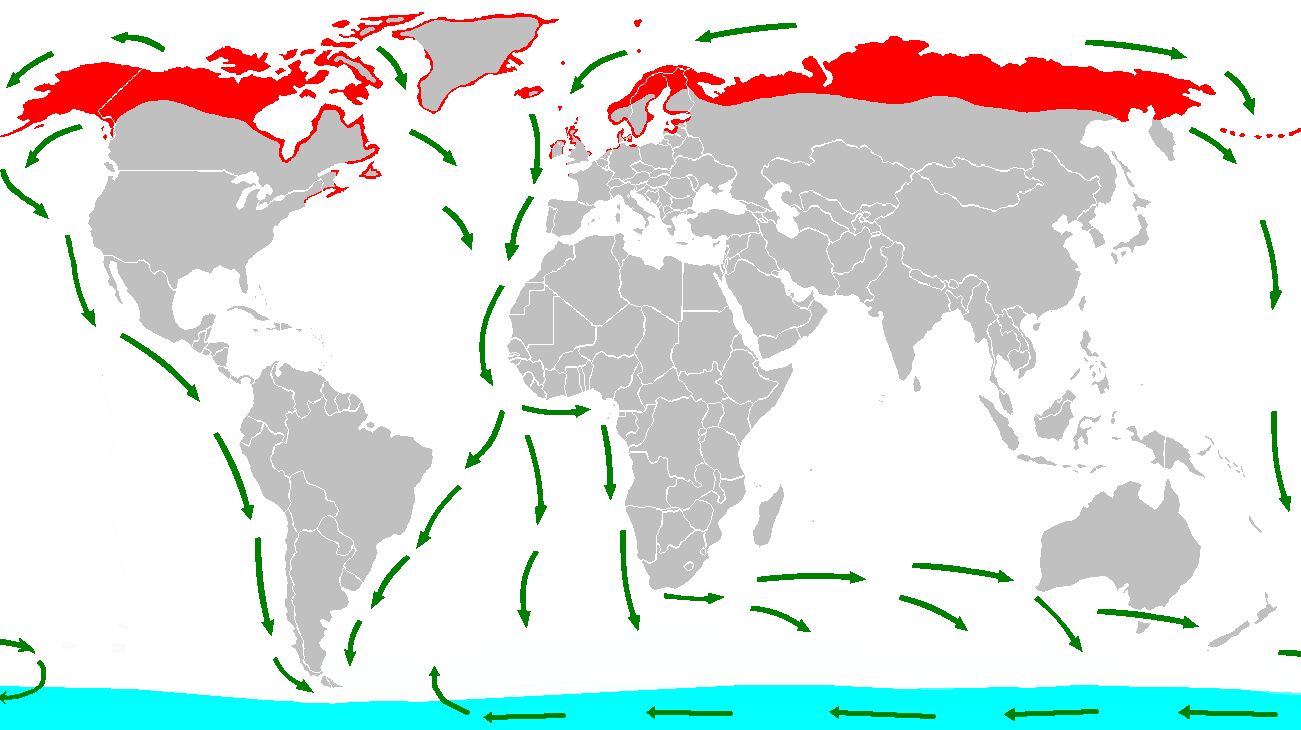
Verbreitung und Zugwege: rot=Sommer, blau=Winter, grün=Zugwege

Küstenseeschwalben brüten zirkumpolar von den borealen Zonen bis in die Hocharktis, nur mit durch Sommereis bedingten Verbreitungslücken. In Mitteleuropa hat sie als regelmäßiger Brutvogel an der Nord- und Ostseeküste ihren südlichsten Verbreitungsraum. Sie ist hier, während der Brutzeit, nur in kleiner Zahl auf den Ostfriesischen Inseln und in etwas größerer Zahl auf Scharhörn anzutreffen. 
Größere Zahlen brüten an der Nordseeküste Schleswig-Holsteins und Dänemarks. Allein auf den Halligen Hooge, Langeneß und Oland brüten ca. ein Drittel der in Deutschland vorkommenden Küstenseeschwalben. Akut gefährdet sind die Brutplätze hier durch Vorkommen von Wanderratten. Dies führte besonders auf Hallig Hooge im Frühjahren 2019 und 2021 zum fast vollständigen Ausfall des Bruterfolgs der Küstenseeschwalbe. Durch den ungewöhnlichen kräftigen Orkan Zeynep im Frühjahr 2022 ereigneten sich starke Landunter auf den Halligen, so dass der Rattenbestand stark zurückging, was wieder bessere Brutergebnisse für die Folgejahre erhoffen lässt.
An der Ostsee ist die Küstenseeschwalbe regelmäßiger Brutvogel in der Wismarer Bucht. In der Roten Liste der Brutvögel Deutschlands von 2020 wird die Art in der Kategorie 1 als vom Aussterben bedroht geführt.

## Nahrung
Als Nahrung nehmen Küstenseeschwalben kleine Fische, Insekten, pelagische und litorale Krebstiere auf. Beim sogenannten Stoßtauchen wird die Wasseroberfläche von den Vögeln zunächst in einem langsamen Suchflug sorgfältig abgesucht. Hat die Küstenseeschwalbe eine Beute entdeckt, kippt sie mit halbgeschlossenen Flügeln plötzlich in die Senkrechte ab und stößt im steilen Winkel nach unten. Der Vogel verschwindet beim Eintauchen vollständig im Wasser, kommt aber nach kurzer Zeit mit den Flügeln zuerst wieder hervor.

## Migration

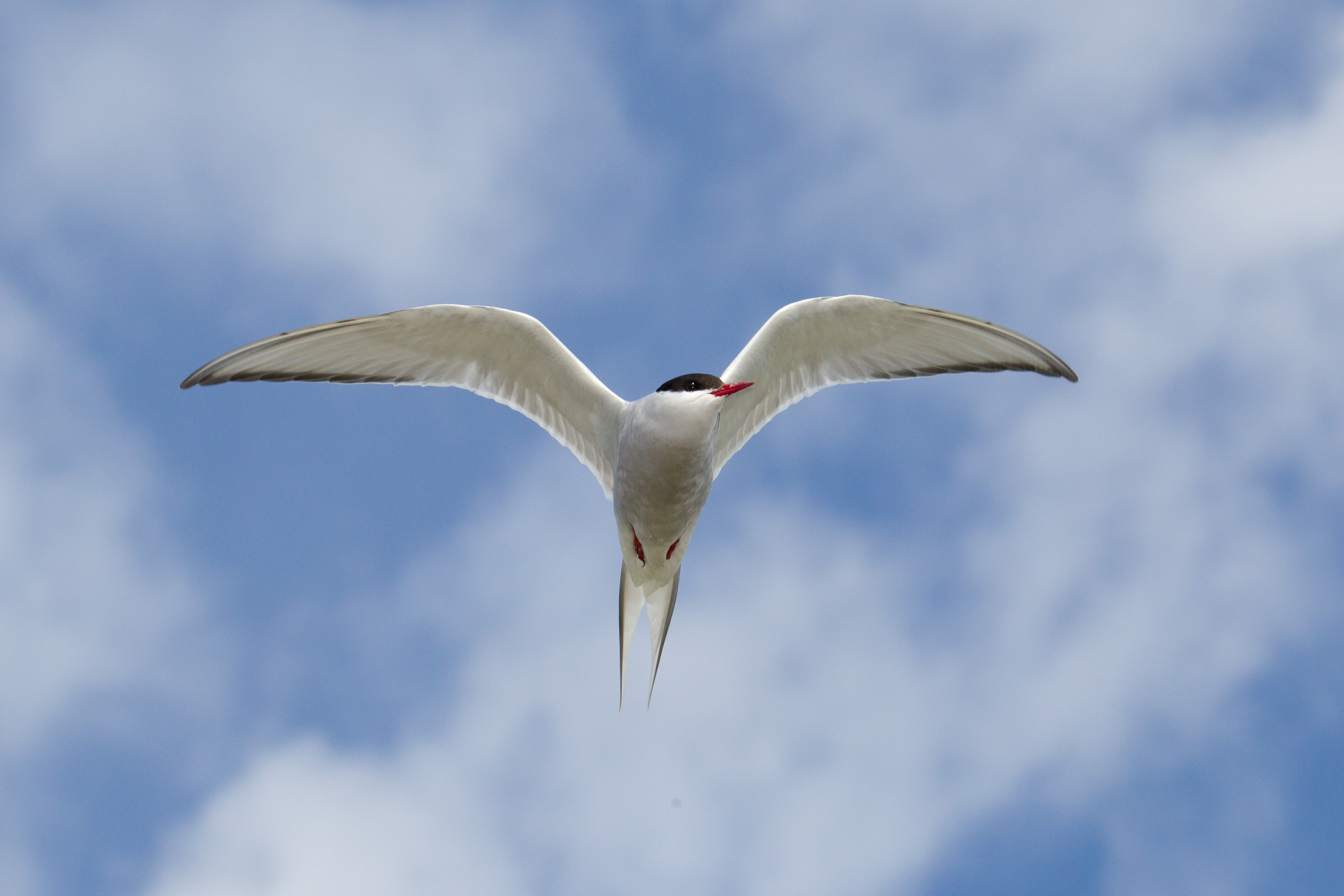
Flugbild einer Küstenseeschwalbe

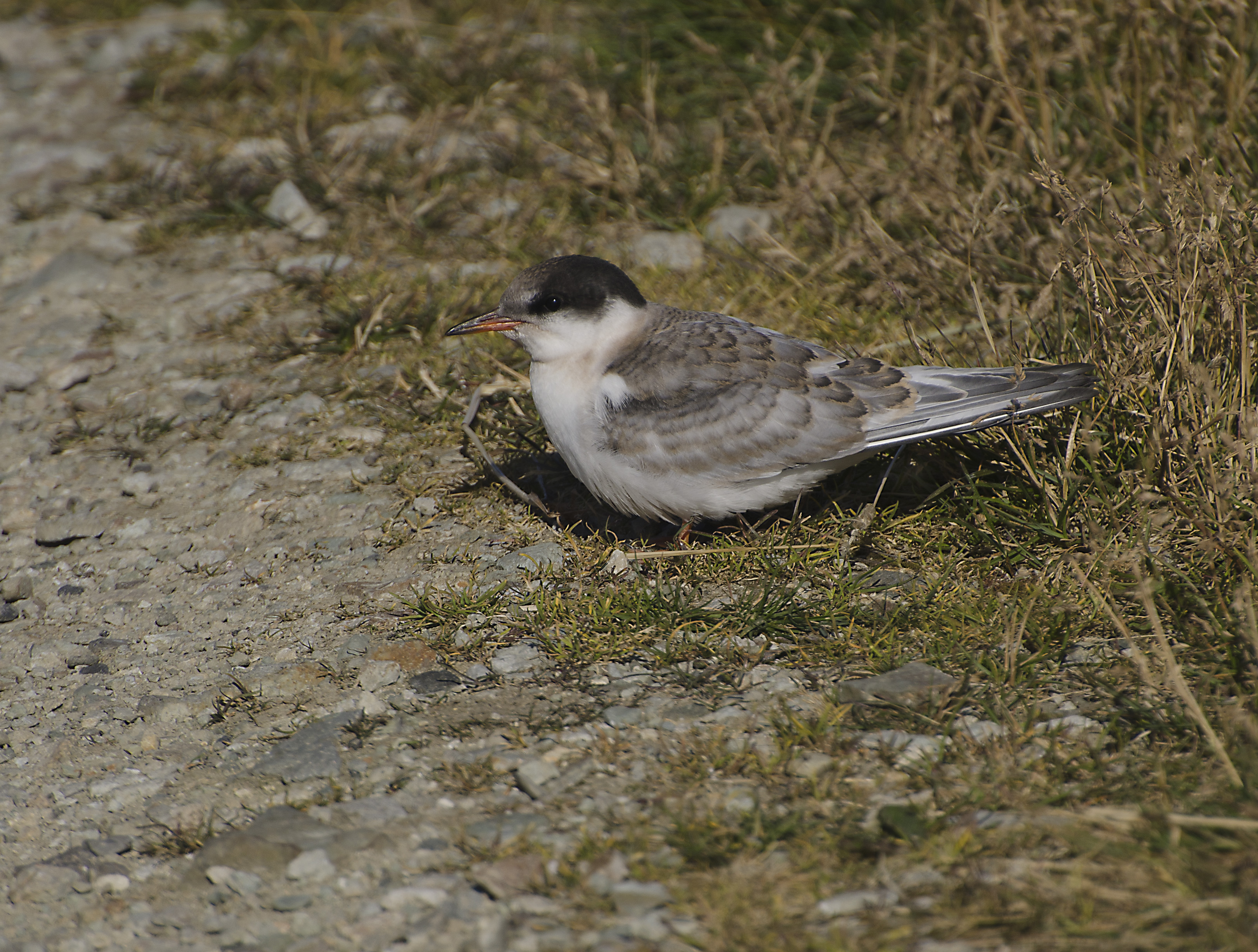
Junge Küstenseeschwalbe

Die Küstenseeschwalbe ist der Zugvogel mit dem längsten Zugweg. Ihre Winterquartiere liegen am Rand der antarktischen Packeiszone zwischen dem 55. und 70. südlichen Breitengrad im Süden des Atlantischen- und Indischen Ozeans, in der Weddell-See und vor der Antarktis. Die Vögel legen auf ihrem Zug von den arktischen Brutplätzen in die antarktischen Überwinterungsgebiete und retour eine Strecke von bis zu 30.000 km zurück – fast einmal um die Erde. Jüngere Forschungen ergaben, dass einzelne Individuen bis 90.000 km in einem Jahr zurücklegen. Eines von 29 mit Sensoren ausgestatteten Tieren von den Farne-Inseln legte innerhalb von 10 Monaten einen Weg von 96.000 km zurück.
Beide Lebensräume, also die nördlichen und südlichen Polargebiete, bieten in den Sommermonaten ein reichhaltiges Nahrungsangebot für die Vögel. Durch die Ausnutzung der polaren Sommer von Arktis und Antarktis haben die visuell jagenden Küstenseeschwalben den zusätzlichen Vorteil, dass in ihrem Lebensraum in insgesamt acht Monaten die Sonne nicht untergeht und sie (theoretisch) 24 Stunden am Tag auf Nahrungssuche gehen können (sie können maximal ca. 520 km weit am Tag fliegen).
Welche Route die Küstenseeschwalbe auf ihrem Weg zwischen den beiden „Polen“ zurücklegt, hängt vom individuellen Brutplatz der Tiere ab. Vögel, die in den hohen Breiten im Osten Nordamerikas brüten, überqueren den Atlantik und treffen dort auf der Höhe der Iberischen Halbinsel auf Küstenseeschwalben aus dem Nordwesten Europas. Gemeinsam fliegen sie nach Süden bis zur Westspitze Afrikas. Bei Kap Verde spaltet sich die Gruppe in drei Zugwege auf. Eine Gruppe folgt weiter der afrikanischen Küste, eine zweite wendet sich direkt über dem offenen Südatlantik in Richtung Antarktis, und eine dritte quert auf dieser Höhe den Atlantik nach Südamerika und folgt dort der Küste bis zum Kap Hoorn. Die kleineren Teilpopulationen aus dem Westen Nordamerikas und dem Osten Asiens treffen sich zu Beginn ihrer Reise und folgen der Westküste Nord- und Südamerikas, um in südöstlicher Richtung zur Südspitze Südamerikas zu ziehen. Die letzte und anstrengendste Etappe legen alle vier Gruppen wieder gemeinsam zurück in ihr Hauptüberwinterungsquartier, das im Süden des Indischen Ozeans liegt. Der Zugweg der Küstenseeschwalbe orientiert sich in erster Linie an den vorherrschenden Windrichtungen, die die Tiere ausnutzen und so ihre Durchschnittsgeschwindigkeit um bis zu 30 km/h steigern. Küstenseeschwalben, die in Grönland ansässig sind, können auf diese Weise auf der Hinreise in Richtung Weddell-Meer durchschnittlich rund 330 km pro Tag zurücklegen. Auf der Rückreise schaffen sie sogar bis zu 520 km am Tag: Wegen der günstigeren Windsysteme wählen sie hierfür eine S-förmige Route mitten durch den Südatlantik.
Die langen Strapazen der Wanderungen überwindet die Küstenseeschwalbe mittels eines "Schlafs im Fluge": Während die eine Gehirnhälfte schläft, navigiert und steuert die andere den Flug.
Auf dem Heimzug können die Vögel den durch das zurückgehende Packeis entstehenden festlandnahen Ostwind ausnutzen. Küstenseeschwalben, die, gefangen in der Westwindzone, zu weit nach Osten abdriften, können erst nach dem Umrunden der Antarktis den Heimzug nordwärts antreten.

## Mauser
In Anpassung an ihren extremen Zugweg weicht die Küstenseeschwalbe stark vom Mauserrhythmus anderer Seeschwalben ab. Im Unterschied zur Flussseeschwalbe werden alle Schwingen und Steuerfedern nur einmal gewechselt. Diese Schwingenmauser erfolgt auf einen Zeitraum zusammengedrängt von 3 bis 3½ Monaten ausschließlich im Packeis der Arktis. Bei der Flussseeschwalbe dauert die Erneuerung der Handschwingen etwa zehn Monate.

## Fortpflanzung

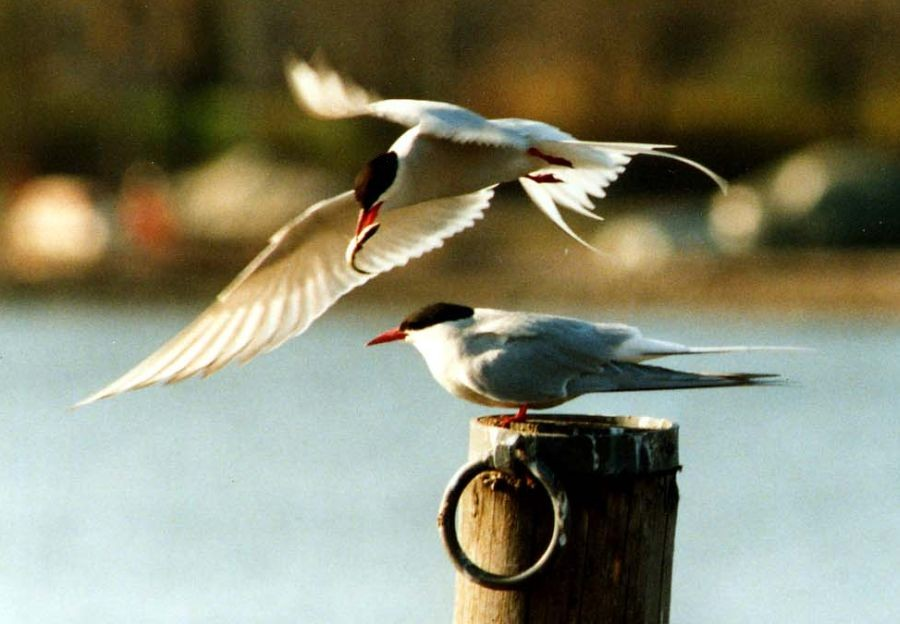
Balzende Küstenseeschwalbe

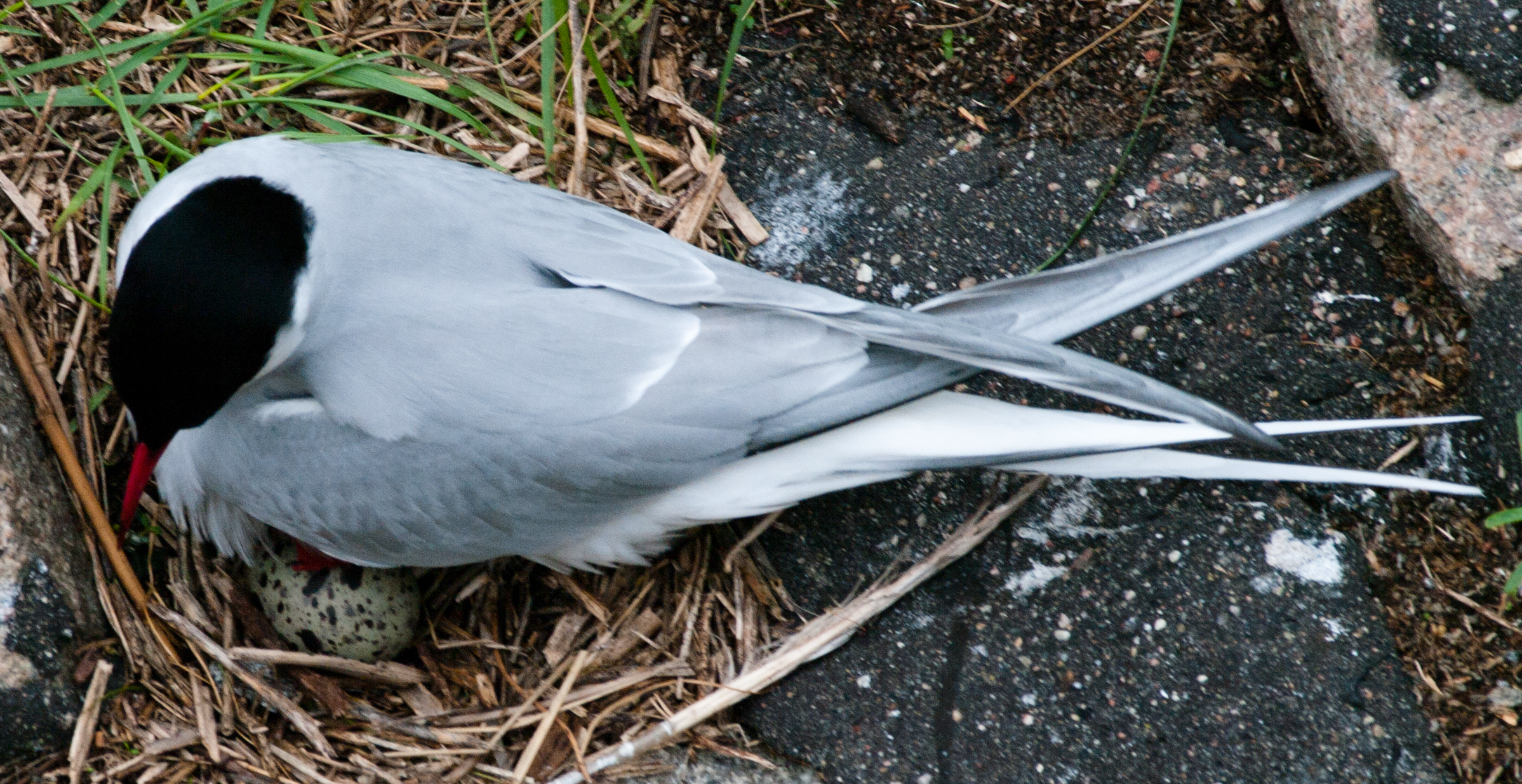
Brütende Küstenseeschwalbe mit Ei am Eidersperrwerk

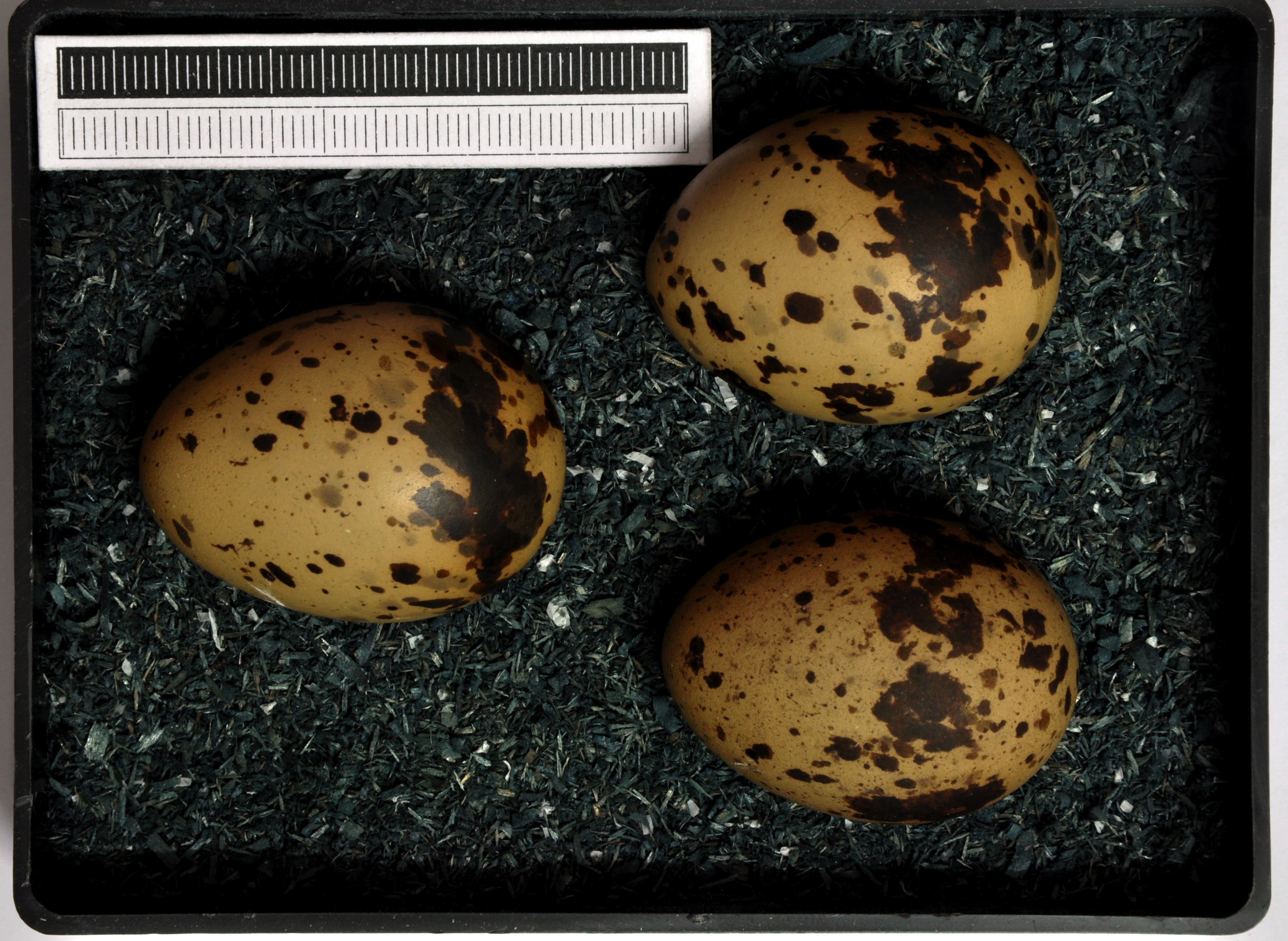
Gelege, Sammlung Museum Wiesbaden

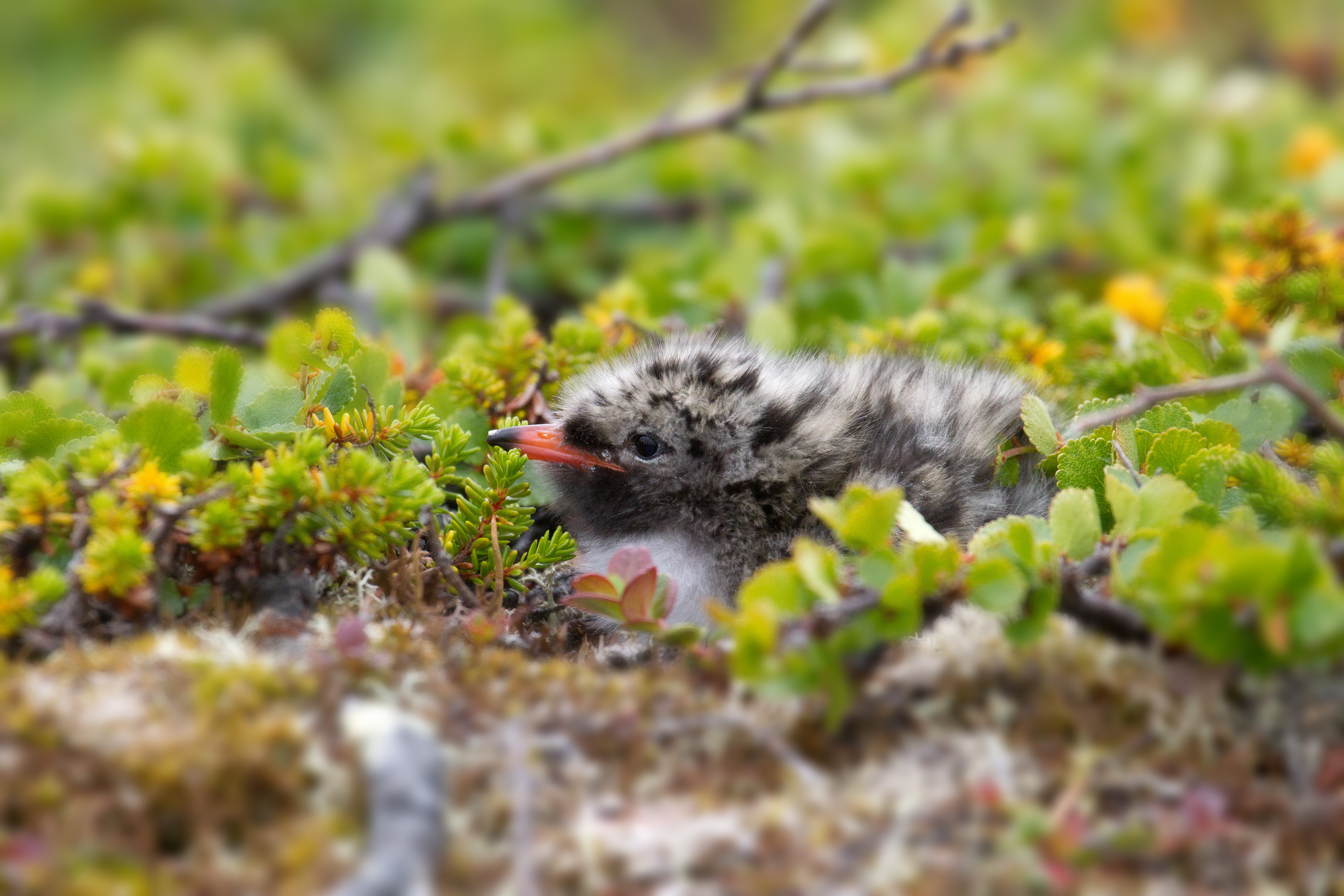
Frisch geschlüpftes Küken, an der Schnabelspitze ist noch der
Eizahn zu erkennen.

Die Vögel werden mit drei bis fünf Jahren geschlechtsreif, wobei die Mehrzahl im vierten Jahr das erste Mal brütet. Wie auch die Möwen brüten diese Seeschwalben in Kolonien mit bis zu 1000 Tieren. Bevorzugtes Bruthabitat sind spärlich bewachsene Inseln, in Sanddünen und Kiesbetten. Das Nest ist eine mit dem Körper des Vogels in den Boden gedrehte Mulde, die meist nur dürftig mit Halmen ausgekleidet wird. Das Weibchen legt ein bis drei 4 cm große Eier. Beide Elternteile wärmen die Eier etwa drei Wochen, bis die Küken schlüpfen. Die Jungen fliegen mit 21 bis 24 Tagen aus und werden in der Regel noch eine Woche gefüttert. Gegen Feinde wird die Brut durch Sturzflüge verteidigt.

### Bruterfolg und Alter
Zu hohen Verlusten bei den Jungvögeln führt die Jagdtechnik der Seeschwalben, die nicht angeboren ist, sondern erlernt werden muss. Schwierig bei der Technik des Stoßtauchens ist es für die Tiere, den Fehler, der durch die Lichtbrechung an der Wasseroberfläche auftritt, mit einzukalkulieren. Die Küstenseeschwalbe hat eine Lebenserwartung von etwa zehn bis elf Jahren. Der bisher älteste Vogel wurde in einer Brutkolonie mit 34 Jahren (als aktiver Brutvogel) kontrolliert.

## Bestandsgröße und Bestandsentwicklung
Die Küstenseeschwalbe erreicht an den mitteleuropäischen Küsten ihre regionale Südgrenze. Neben dem mitteleuropäischen Brutbestand von 6000 bis 7000 Paaren besteht nur noch ein unregelmäßig besetzter Brutplatz in der Bretagne. Insgesamt sind die Angaben zu den Bestandszahlen unsicher, da häufig Küsten- und Flussseeschwalbe zusammengezählt worden sind.

## Sonstiges
Der Asteroid (8769) Arctictern wurde 1999 nach dem englischen Namen der Küstenseeschwalbe, Arctic tern, benannt.